# Coelopleurus maillardi
Coelopleurus maillardi is een zee-egel uit de familie Arbaciidae. De wetenschappelijke naam van de soort werd in 1862 voor het eerst geldig gepubliceerd door Hardouin Michelin.